# Kresten Drejergaard
Kresten Drejergaard (* 14. Mai 1944 in Veng Sogn, Hørning) ist ein ehemaliger Bischof der dänischen Volkskirche.

## Leben
Drejergaard studierte Theologie an der Universität Aarhus. Nach dem Ende seines Studiums im Jahre 1970 wurde Drejergaard lutherischer Pastor. Von 1995 bis 2012 war Drejergaard lutherischer Bischof im Bistum Fünen.